# Chris Regn

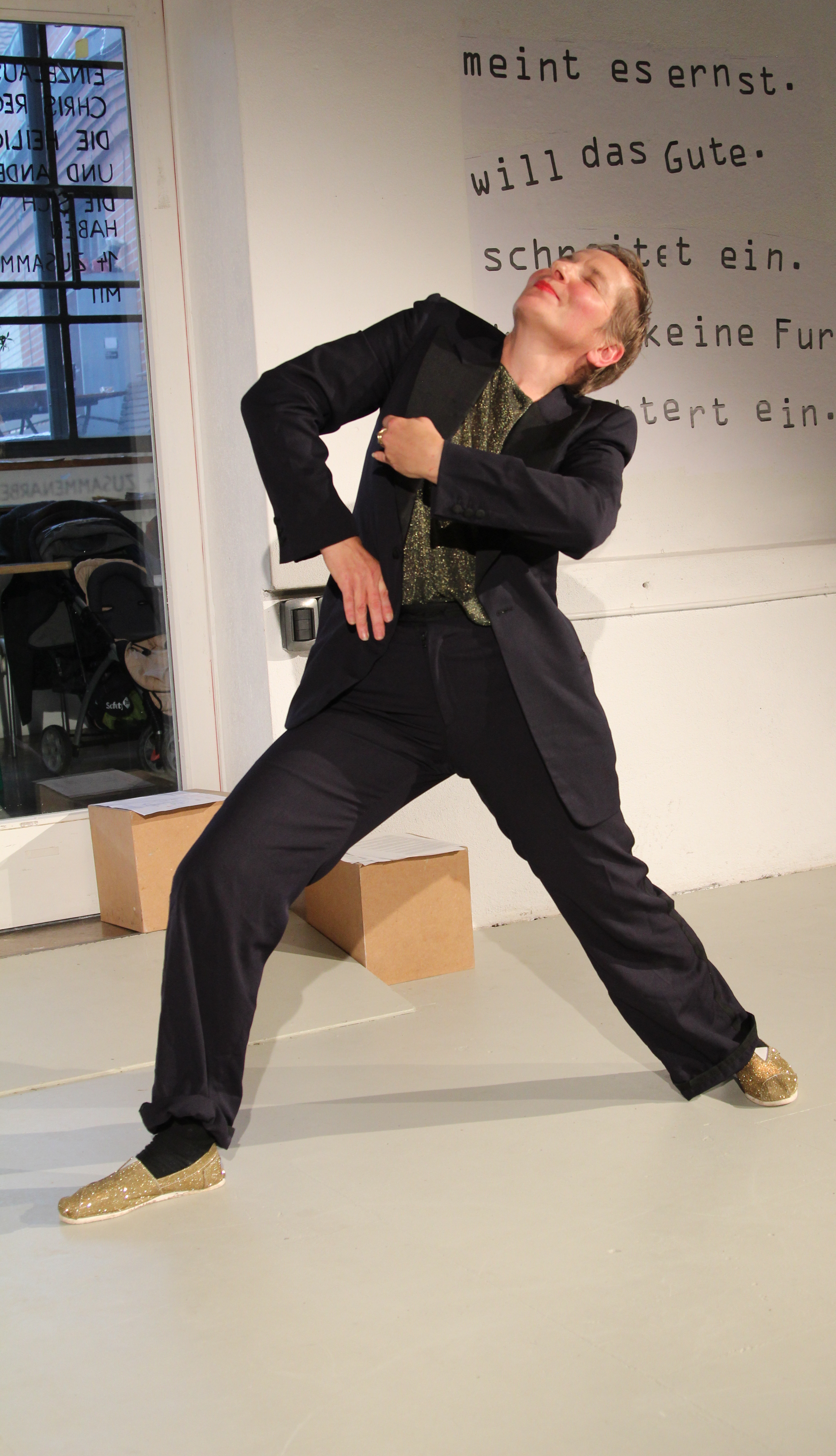
Chris Regn während der Aufführung schwebende Schwergewichter mit Muda Mathis und Sus Zwick

Chris Regn (* 4. Oktober 1964 in Nürnberg) ist eine in der Schweiz und Deutschland ansässige Konzeptkünstlerin und Aktivistin.

## Leben
Chris Regn lebt in Basel und Hamburg als Künstlerin, Kuratorin, Archivarin und Lehrende. Sie arbeitet als Künstlerin kollektiv und prozessorientiert mit den Medien Zeichnung, Video, Aktion, Song, Performance und Interviews. Chris Regn schloss 2005 ihr Meisterstudium an der Hochschule für bildende Künste Hamburg mit dem Projekt Meisterwerke ab.
Ihre Arbeit versteht sie vor dem Hintergrund der Videoarchive und Sammlungen von Bildwechsel, dem Dachverband für Frauen/Medien/Kultur in Hamburg, den sie mitträgt. Sie bezieht sich als Konzeptkünstlerin mit Recherchen, Aktionen, Präsentationen und Videos auf das Potential von Repräsentationen und Künstlerbildern.
1978 bildete eine kollektive Gruppenstruktur die Basis, im Frauenzentrum Nürnberg in gemeinsamen Aktionen politisch aktiv und künstlerisch produktiv zu werden. Ziel war es, politische Veränderungen zu bewirken und Lebensbedingungen neu zu gestalten. Dabei spielte die Auseinandersetzung mit künstlerischen Prozessen anderer Künstlerinnen eine wichtige Rolle. So wurde 1981 das Künstlerinnenarchiv Nürnberg gegründet. Mit seiner Vielzahl an Büchern, Interviews und Video-Dokumenten wurde es zum Wissensfundus für weiteres künstlerisches Arbeiten. Unter dem Pseudonym Helga Broll führte sie eine virtuelle Galerie, die während der Art Basel im Jahr 2000 als künstlerisches Projekt gegründet wurde. Von 2008 bis 2020 koordiniert sie das Programm im Kaskadenkondensator Basel, Projektraum für aktuelle Kunst und Performance.

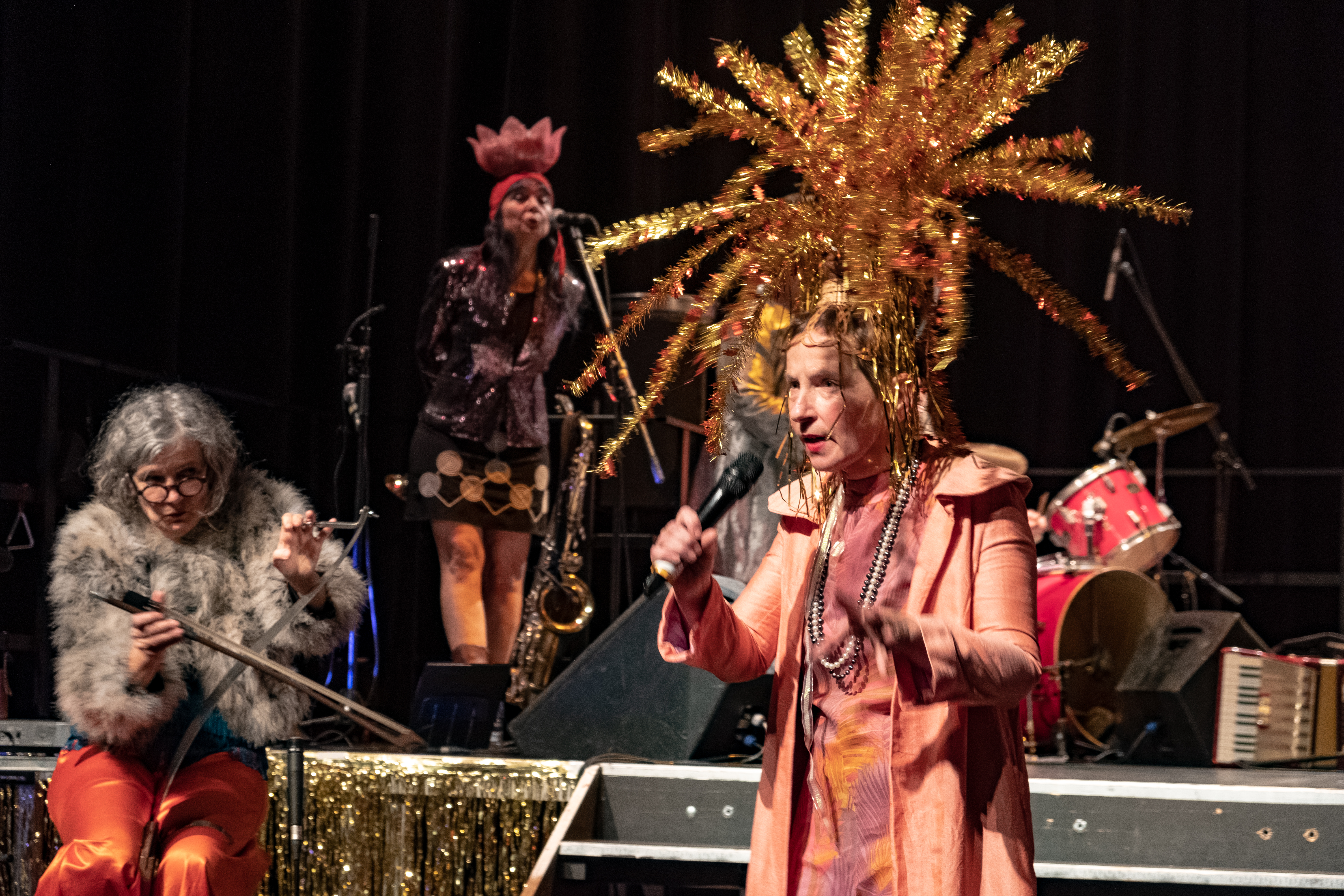
Chris Regn und Dorothea Schürch in der Show Let's sing Arbeiterin*

Sie arbeitet mit verschiedenen Performance- und Künstlerinnengruppen wie Evi, Nic und C, Les Reines Prochaines oder Tischgespräche. Im Jahr 2015 gründete sie nach einem Recherche-Performanceprojekt nach langen Diskussionen mit Akteuren aus der ganzen Schweiz zusammen mit Andrea Saemann PANCH, das Performance Netzwerk Schweiz. In Zusammenarbeiten mit Andrea Saemann wie Performance Saga, Interviews mit Pionierinnen der Performance-Kunst, Einfach Sagen, einer Theaterproduktion zu Überlieferungskulturen zwischen dem deutschen Wörterbuch der Brüder Grimm und den performativen Salons der Marie-Jeanne L’Héritier und das Konzil zur Situation der Schweizer Performanceszene, interessiert sie sich für die Organisation und die Kontexte von Erinnerung und die Reaktualisierung von Ereignissen. Mit verschiedenen Künstlerinnen entwickelt sie Video-, Performance- und Bühnenprogramme, wie zum Beispiel für die Grenzgemeinde Gottlieben Die Gottlieber Revue, die Bühnenproduktion Let's sing Arbeiterin* und Alte Tiere Hochgestapelt, letzteres eine Produktion des Theaters Basel.
Im Sommer 2022 kuratierten Muda Mathis, Chris Regn, Andrea Saemann und Lena Eriksson die Ausstellung Bang Bang – Translokale Performance Geschichten im Museum Tinguely.
Sie gibt mit Lena Eriksson und Nicole Boillat unregelmäßig die Kopierschrift KAP heraus. Seit 2021 ist sie Verlegerin bei Existenz und Produkt, dem Verlagswesen für Künstlerinnen von Iris Ganz, Nicole Boillat, Chris Regn und Lena Eriksson wo im Jahr 2022 die Zeitschrift Megazin mit sieben Ausgaben als Begleitung zum Ausstellungsprojekt Bang Bang – translokale Performancegeschichten erschien.

## Performances, Präsentationen und Ausstellungen (Auswahl)
- 2006–2007 Die vegane Oper mit Evi, Nic & C, in Hamburg, Berlin, Stuttgart. Basel, Zürich und Bern
- 2012 Einfach Sagen, Performanceprojekt von Andrea Saemann mit Chris Regn und Martina Gmür, Kaserne Basel
- 2013 Bericht vom Konzil[24], Performance mit Andrea Saemann, ACT Jubiläum, Kaserne Basel
- 2013 Die heilige Christine und andere Frauen die sich weggeworfen haben, Einzelausstellung in 14 Zusammenarbeiten, Kaskadenkondensator Basel[25]
- 2014 Sind sie eigentlich ein Paar, Video mit Iris Ganz, Ausstellung La Giornata, Elisabethenkirche Basel
- 2014 Hecht an der Grenze & Die Gottlieber Revue[26][27] und Video mit Evi, Nic & C, Muda Mathis und Sus Zwick, Gottlieben
- 2015 la Vie en Rosa Lu, Performance, Strasbourg, Aubette
- 2015 Die vegane Oper mit Evi, Nic & C, Kunstmuseum Luzern
- 2016 Hot Pots, situationsspezifische Langzeitperformance im Tskaltubo Sanatorium, Georgien, April und Mai 2016
- 2016 Dragking / Trekking Show, VIA Studio, Kaskadenkondensator Basel, Lido Berlin
- 2017 Performance, Interakcje Performance Festival, Piotrków Trybunalski, Polen
- 2017 übers Kuratieren – ein saisonales Kunstlied, Chris Regn kuratiert Andrea Saemann[28], PPP Progr, Bern
- 2018 Start der Chronik zu Feminismus in Basel mit Lena Rérat, Ruth Marx, Sus Zwick und Muda Mathis und allen eingeladenen Feministinnen
- 2018 Doce en Diciembre, Beitrag zum Performanceanlass, PROA 21[29], Buenos Aires, Argentinien
- 2019 Let's Sing Arbeiterin* – eine diskursive Revue mit Les Reines Prochaines & Freundinnen* zum 30-jährigen Bestehen, Basel, Zürich, Bern, Berlin[30][31][32][33]
- 2019 Swiss Performance Art Medley, mit Andrea Saemann, Sokołowsko, Polen
- 2019 Perf en Bref — Interviewprojekt und Performance[34], Far Festival, Nyon
- 2019 shift the manifesto, mit Manifesto Reflex Collective, Performancepreis Schweiz, Aarau
- 2020 staubsauger hula, mit Fränzi Madörin, Must or Not – Kaskadenkondensator Basel
- 2020 Alte Tiere hochgestapelt,[35][36][37] Les Reines Prochaines and friends, Lucas Acton, Sibylle Aeberli, Michèle Fuchs, Sibylle Hauert, Chris Hunter, David Kerman, Marcel Schwald, Dorothea Schürch, Oper[38], Theater Basel[39]
- 2021 Doce en Diecembre – Basel Edition, Teilnehmende Künstlerinnen Südamerika: Luján Funes, Buenos Aires, Argentina, Paola Junqueira, São Paulo, Brasil, Maja Lascano, Buenos Aires, Argentina, Belén Romero Gunset, Tucumán, Argentina, Jazmín Saidman, Buenos Aires, Argentina, Teilnehmende Künstlerinnen Schweiz: Monika Dillier, Basel, Gisela Hochuli, Bern, Barbara Naegelin, Basel, Chris Regn, Basel/Hamburg, Dorothea Rust, Zürich, Andrea Saemann, Kaskadenkondensator Basel[40][41]
- 2022 Frauen, Körper, Pornographie - Das individuelle Gedächtnis mit kollektiver Energie laden, mit Beiträgen von Monika Dillier und Anna B. Wiesendanger, Performances von Chris Regn, Chris Hunter und Andrea Saemann, kuratiert von Wanda Seiler, Ausstellungsraum Amerbach Studios, Basel[42]
- 2022 Im Vorderberg, Oberwil (BL)
- 2022 Elf akustische Portraits, Villa Renata, Basel, Ohren auf, Augen zu, Film ab, S11, Künstlerhaus Solothurn[43][44]
- 2022 Lecture Performance: Chris Regn singt das Kunstlied, o.T. Raum für aktuelle Kunst, Luzern[45]
- 2023 Das Gefüge, Kaskadenkondensator Basel[46]
- 2023 Performance Festival, The world is more complicated than our truths about it, Mazovian Museum, Ploch, Płock, Polen[47]
- 2023 Doce em Diciembre – Brazil Edition, Casa Franca – Brasilien, Rio de Janeiro[48]

- 2024 Blumen im Haus und Kater, Fabriculture Hegenheim[49]

## Kuratorien
- 1978–1992 Künstlerinnenarchiv, Nürnberg
- Seit 1992 Konzeption und Archivleitung bei Bildwechsel, dem Dachverband für Frauen / Medien / Kultur, Hamburg zusammen mit Birgit Durbahn, Christina Schäfer, Viktoryia Levenko und Anderen
- Seit 2000 Galerie Helga Broll, Arbeit als Veranstalterin und Kuratorin
- 2008 Kunstraum Lodypop, Basel, Zu Hause:zu Gast mit Lena Eriksson
- 2008 bis 2021 Programmveranmtwortliche für den Kaskadenkondensator Basel
- 2015 Mitbegründerin PANCH – Performance Art Network Schweiz
- Seit 2016 Who writes his tory? Wikipedia-Editiergruppe u. a. mit Nicole Boillat, Daniela Brugger, Lysann König
- 2017 Kuratorium Performance Art Festival Giswil mit Andrea Saemann, Muda Mathis und Chris Hunter
- Seit 2017 bildwechsel Basel und das Manifest zur verantwortlichen Veröffentlichung von Sammlungen die digitale See mit Muda Mathis und Andrea Saemann
- Ab 2019 organisiert sie die ∑ SUMME  als Festival selbstorganisierter Kunsträume in Basel
- 2021 ∑ SUMME Festival, Radio Event und Festival der unabhängigen, nicht kommerziellen Kunst- und Projekträume der Region Basel, Kaskadenkondensator Basel, Radio X[50]
- 2022 Bang Bang – translokale Performancegeschichten im Museum Tinguely in Basel, mit Lena Eriksson, Muda Mathis, Andrea Saemann[51]
- 2023 Zum 35-jährigen Jubiläum der Ateliergemeinschaft VIA Audio Video Kunst präsentierten die Amerbach Studios in Basel ein Radio Event und eine grosse Videoausstellung mit über 70 Videoproduktionen von Beteiligten dieser ehemaligen Videogenossenschaft, die 1988 aus der Videoklasse der Schule für Gestaltung Basel entstand.

## Videointerviews (Auswahl)
- 2002–2008 Generation Gap, Interviews mit Annie Sprinkle und Elizabeth Stephens, Laurie Anderson, Valie Export, Marina Abramović, Esther Ferrer, Monika Günther, Joan Jonas, Alison Knowles, Ulrike Rosenbach, Martha Rosler, Carolee Schneemann, Interviewprojekt mit Andrea Saemann, Herausgegeben von Andrea Saemann und Katrin Grögel bei der edition fink, Zürich 2008, ISBN 978-3-03746-120-4
- 2008 Video für einen Gast mit René Pulfer, Projekt Hochformat mit Anita Hugi und Nicole Boillat, Basel

## Künstlerinnengruppen (Auswahl)
- Evi, Nic & C, Performancegruppe in Berlin, Hamburg, Basel
- Tischgespräche, Basel
- Les Reines Prochaines and Friends*

## Ehre, Stipendien, Preise (Auswahl)
- 1999–2003 Stipendium der Heinrich-Böll-Stiftung, Berlin
- 2000 Preis des Ersten Manifests grosser und angesehener Künstlerinnen[52], Basel
- 2003 Stipendium der Heinrich-Böll-Stiftung, Berlin
- 2005 ideelles Stipendium und Einladung in das Kolleg Dekonstruktion und Gestaltung: Gender, Hamburg
- 2008 Kunstkredit Basel-Stadt, für freies Kunstprojekt Hochformat mit Nicole Boillat und Anita Hugi
- 2019 Performancepreis Schweiz, Publikumspreis[53] als Kollektiv mit Monika Dillier, Iris Ganz, Sibylle Hauert, Lysann König, Fränzi Madörin, Muda Mathis, Dorothea Mildenberger, Sarah Elena Müller, Barbara Naegelin, Andrea Saemann, Dorothea Schürch, Sus Zwick[54]
- 2022 Residency Kunstdepot Göschenen, mit Chris Hunter
- 2022 Basler Kulturpreis, Les Reines Prochaines and Friends*, mit Fränzi Madörin, Muda Mathis und Sus Zwick, Chris Regn, Marcel Schwald, Sibylle Aeberli, Sibylle Hauert, David Kerman, Lukas Acton, Dorothea Schürch, Chris Hunter und Michèle Fuchs

## Medienresonanz
- Françoise Theis: Chris Regn: Die Macherin. In: Tageswoche. 10. Januar 2015
- Michael Sutter: Morta(della) versus Veggie oder: Ich habe so viel von Deinem Leben nicht verstanden. In 041. 23. Oktober 2015
- zum Performancefestival Interactive
- zu Lets sing Arbeiterin[32][55]